# Nationallizenz
Unter einer Nationallizenz versteht man den Erwerb von Zugriffsrechten auf ein kostenpflichtiges Online-Angebot (Datenbanken, E-Books, E-Journals) für die Bürger oder Wissenschaftler eines Staates.

## Nationallizenzen nach Ländern

### Deutschland
Im Herbst 2004 hat die Deutsche Forschungsgemeinschaft (DFG) erstmals Sondermittel in Höhe von rund 5,9 Millionen Euro für den Erwerb von Nationallizenzen für große, möglichst abgeschlossene Online-Datenbanken aus dem Bereich Geistes- und Kulturwissenschaften bereitgestellt. Dieser erste Abschnitt umfasste 18 Datenbanken und abgeschlossene Textsammlungen hauptsächlich aus dem geisteswissenschaftlichen Bereich. Ihr Ankauf wurde von den folgenden vier Forschungs- und Universitätsbibliotheken organisiert:
- Bayerische Staatsbibliothek München
- Niedersächsische Staats- und Universitätsbibliothek Göttingen
- Staatsbibliothek zu Berlin
- Universitätsbibliothek Johann Christian Senckenberg Frankfurt am Main

Diese Datenbanken stehen allen vorwiegend öffentlich geförderten Hochschulen und Forschungseinrichtungen in der Bundesrepublik Deutschland zur Verfügung. Die Freischaltung läuft mittels IP-Nummernkreis.
Seit Mai 2005 können für wissenschaftliche Zwecke diejenigen Personen mit Wohnsitz in Deutschland, die nicht über eine wissenschaftliche Bibliothek Zugang zu den Datenbanken haben, bei den dafür vorgesehenen Universitätsbibliotheken individuelle Zugänge beantragen, soweit die Verträge mit den Datenbankanbietern dies zulassen. Dieser Zugang erfolgt dann mittels Benutzernamen und Passwort über einen Proxy-Server. Die Kosten für einzelne Angebote sind nicht bekannt; nur die Ausgaben pro Jahr werden veröffentlicht.
Seit Juni 2006 stehen die Datenbanken der zweiten Verhandlungsrunde zur Verfügung. Diesmal kamen viele Volltextangebote wie E-Books und die Volltextversion des Periodical Contents Index (PAO) hinzu. In der zweiten Runde wurden insgesamt 21,5 Millionen Euro ausgegeben.
Außerdem wurden die Naturwissenschaften stärker berücksichtigt, so stehen Zeitschriftenarchive des Springer-Verlags (1860–2000) und von Elsevier (1934–1994) zur Verfügung. Für viele besteht zurzeit jedoch kein Zugang für Privatnutzer.
Insgesamt stehen nun 134 Datenbanken mittels der Nationallizenzen zur Verfügung. Erworben wurde ein unbegrenztes Zugriffsrecht. Zur Langzeitarchivierung werden die Daten auf physikalischen Datenträgern von den Anbietern zur Verfügung gestellt. Der Zugriff erfolgt jedoch zunächst über die technische Infrastruktur der Datenbankanbieter. Ebenfalls werden Metadaten über die enthaltenen Werke und Artikel bereitgestellt, damit diese in die Portale der Bibliotheksverbünde und in überregionale Literaturnachweisen wie z. B. Virtuelle Fachbibliotheken aufgenommen werden können.
Am 10. Mai 2007 wurde ein einheitlicher Zugang für Privatnutzer freigeschaltet, diese brauchen sich nicht mehr bei den einzelnen Bibliotheken anzumelden.
Das DFG Programm der Nationallizenzen „Classics“ wurde bis 2010 fortgeführt. Insgesamt wurden in diesem Förderprogramm für mehr als 100 Mio. Euro über 140 Nationallizenzen erworben und können nun dauerhaft genutzt werden. Seit 2011 wurde das Förderprogramm Nationallizenzen „Classics“ durch das der Allianz-Lizenzen ersetzt. Es werden aber auch weiterhin neue Angebote für Einzelnutzer bereitgestellt.

### Schweiz
Seit 2012 gibt es Nationallizenzen für Bürger, die einen ständigen Wohnsitz in der Schweiz haben. Das Angebot begann mit der Zeitschrift Cell. Das Projekt wurde in den folgenden Jahren schrittweise erweitert. Im Jahr 2016 wurden über 2 Millionen wissenschaftliche Artikel aus allen Fachgebieten von Cambridge University Press, De Gruyter und Oxford University Press lizenziert. Weiterhin gibt es seitdem einen landesweiten Zugriff auf die Cochrane Library. 2017 wurde das Angebot auf über 6 Millionen Aufsätze erweitert; neu hinzu kamen die Angebote von Springer Nature. Es gibt eine Moving Wall von fünf Jahren ab der Veröffentlichung. Zugang und Registrierung erfolgen über swissbib.

### Katar
Im November 2013 wurde bekannt, dass der Springer-Verlag mit der Nationalbibliothek von Katar einen Vertrag über die Nutzung von E-Books und elektronischen Zeitschriften abgeschlossen hat. Die Bewohner von Katar können aufgrund dieser Nationallizenz auf die Datenbank SpringerLink zugreifen.

### Polen
Im Juni 2019 wurde eine Nationallizenz mit dem Verlag Elsevier abgeschlossen, der den Zugang polnischer Forschungseinrichtungen zu den Portalen und Datenbanken ScienceDirect, SciVal und Scopus für drei Jahre regelt.

### Ungarn
Nach dem Vorbild der im Juni 2019 vorangegangenen Einigung zwischen Elsevier und polnischen Einrichtungen kam es Ende Oktober 2019 zu einer ähnlichen Vereinbarung des EISZ-Konsortiums in Ungarn über den Zugang von Forschungsinstituten zu ScienceDirect, SciVal und Scopus für drei Jahre. Der Vertrag enthält auch eine Komponente zu Open-Access-Veröffentlichungen ohne zusätzliche Kosten (Article Processing Charges, APCs).